# Martin Holt
Martin Drummond Vesey Holt (13. januar 1881 i London – 2. november 1956) var en britisk fægter som deltog i de olympiske lege OL 1908 i London og OL 1912 i Stockholm .
Holt vandt en sølvmedalje i fægtning under OL 1908 i London. Han var med på det britiske hold som kom på en andenplads, i holdkonkurrencen i kårde efter Frankrig.
Fire år senere, under Sommer-OL 1912 i Stockholm vandt han en ny sølvmedalje på de britiske hold i holdkonkurrencen i kårde efter Belgien.